# Agustín Orrequia
Agustín Orrequia (n. Chiclana de la Frontera, Cádiz, España; 1896 - f.Arequipa, Perú; 1957) fue un actor de reparto español con una importante trayectoria en Chile y Argentina.

## Carrera
Orrequía fue un primer actor español que incursionó ampliamente en la cinematografía y teatro tanto en Chile como en Argentina. A lo largo de su carrera compartió escena con grandes figuras de la escena nacional como Olga Zubarry, Juan Corona, Guillermo Battaglia, Carlos Cores, Eduardo Cuitiño, Julia Sandoval, Jorge Villoldo, Amalia Sánchez Ariño, Carlos Perelli, Rodolfo Onetto, Pablo Vicuña, entre otros.
Se radicó en Chile en 1929, y actuó en Argentina durante tres años en la década del '40.

## Filmografía
- 1923: Atavismo
- 1941: Barrio Azul
- 1946: La dama de la muerte
- 1946: El hombre que se llevaron
- 1946: El ángel desnudo
- 1946: El diamante del Maharajá
- 1946: El Padre Pitillo
- 1947: Con el diablo en el cuerpo
- 1947: Los verdes paraísos
- 1947: Corazón
- 1947: El misterio del cuarto amarillo
- 1947: El hombre que amé
- 1948: María de los Ángeles
- 1948: La muerte camina en la lluvia
- 1949: Ángeles de uniforme
- 1955: El Gran Circo Chamorro
- 1957: Un amor en Cabo de Hornos[2]

## Teatro
Llegó a América en los años 1920, con la Compañía de Virginia Fabregas, de la que se destaca el montaje de la obra La educación de los padres.
En Chile integró la Compañía de dramas policiales, dirigida por Ramón Caral. Posteriormente se integró a la Compañía de Lucho Córdoba, en la que estuvo por 11 años, participando en los montajes: Madre Alegría (junto a Lucho Córdoba y Prudencia Grifell), Arsénico y encaje antiguo, Rico tipo y Mi lucha, entre tantas otras. Trabajando también con actores como Leonardo Arrieta y Enrique de Rosas, en el Teatro Imperio.
Trabajó en el Teatro Experimental y en la obra Los Deportados, en la que actuaron Elsa Alarcón, Lisette Lyon, Julio Scarzella y Juan Ibarra.
En 1956, junto a la compañía de Lucho Córdoba y Olvido Leguía, participó en las obras Trece a la mesa, La vida en un block y Desnúdese, señora
En el momento de su muerte formaba parte de la compañía Córdoba-Leguía.

## Vida privada
Casado con Marina Anziani (chilena), tuvo una hija en 1931: Maruja Orrequia, quien también se dedicó a la actuación